# Лисиця острівна
Лисиця острівна (Urocyon littoralis) — вид роду сіра лисиця, що мешкає на Канальних островах поблизу Каліфорнії.

## Середовище проживання
Архіпелаг Канальні острови розташований на відстані 50—100 км від південної частини штату Каліфорнія. До архіпелагу належить група островів, до якої входять острови Санта Круз, Санта Роза, Сан Мігуель та Анакапа, що під час останнього льодяникового періоду утворювали один острів на відстані приблизно 15–20 км від материка; та острови Сан Ніколас, Санта Барбара, Сан Клементіне та Санта Каталіна, що ніколи не були з'єднанні ані з материком, ані один з одним. Канальні острови часто називають «Каліфорнійським Галапагосом» через наявність ендемічних видів (сучасних та вимерлих) та адаптацію екосистем островів до ізольованого середовища.
До появи європейців на Канальних островах мешкало дві групи індіанців: індіанці Чумаш, що займали північні острови, та індіанці Тонгва, що займали південні острови. Індіанці Чумаш та Тонгва мають мови, що належать до різних мовних груп, та дуже відмінну культуру, але ці два племені підтримували культурні зв'язки та торгували між собою.
Під час іспанської колонізації у 18 сторіччі племена Чумаш та Тонгва було виселено з островів до резервації на континенті, де культурна спадщина була майже повністю втрачена. Також у 18—20 сторіччях фауна Канальних островів зазнала значних змін через завезення з материка великих травоїдних, від кіз та свиней до бізонів.
Острівні лисиці зустрічаються на усіх островах, окрім Анакапи, де немає джерел прісної води, та Санта Барбари, який є замалим. З шести островів, на яких мешкають острівні лисиці, три (Санта Роза, Сан Мігуель та Санта Круз) належать до національного парку «Канальні острови», острови Сан Ніколас та Сан Клементе належать ВМФ США, та острів Санта Каталіна не має особливого статусу — на ньому розташоване місто Авалон, а постійне сполучення с материком підтримується за допомогою кораблів.

## Походження та еволюція
За останні 30 років дослідженню походження та еволюції острівної лисиці була присвячена значна кількість наукових досліджень, які кілька разів змінювали погляд науки на історію виду. Більш того, значна кількість нових статей ще перебувають у стадії гіпотез, тому інформація про походження сірої лисиці є достатньо суперечні. Достовірно зрозуміло лише те, що острівна лисиця є близьким родичем сірої лисиці, яка відділилася від основного виду, за різними оцінками, від 10 до 25 тисяч років тому.

### Гіпотеза 1: природна поява на північних островах
Гіпотеза про природну еволюцію лисиць на мега-острові у північній частині архіпелагу була панівною до 90-х років 20-го століття. Вважалося, що сірі лисиці з материка випадково потрапили на мега-острів, що пізніше розпався на окремі острови, під час льодовикового періоду, де й досягли свого нинішнього розміру. Частково це підтверджувалося археологічною знахідкою черепа острівної лисиці, який датувався за віком геологічного горизонту, де його було знайдено, як такий, що передував появі людей на островах. Генетична відстань між сірими лисицями у південній частині Каліфорнії та острівними лисицями підтверджувала гіпотезу про видоутворення приблизно 25 тисяч років тому, що відповідало геологічному періоду, коли відстань між материком та мега-островом складала 15—20 кілометрів; припускалося, що її могла випадково подолати вагітна лисиця, яка, наприклад, врятувалася на стовбурі дерева під час повені.
За даними генетичних та археологічних розкопів острівні лисиці з'явилися на двох найпівденніших островах лише приблизно 5 тисяч років тому (за даними генетичних досліджень та археологічних розкопів), куди їх, скоріш за все, умисно завезли туди індіанці племені чумаш, чий культурний зв'язок з лисицями встановлено з високим ступенем певності.

### Гіпотеза 2: інтродукція індіанцями Чумаш з північних островів
В середині 2000-х років, під час спалаху інтересу до острівних лисиць, череп було передатовано за допомогою радіовуглецевого аналізу, та його вік не підтвердився. Це, а також відсутність знахідок проміжних форм між острівною та сірою лисицями, призвело до появ припущень, що острівних лисиць було завезено на північні острови вже в теперішньому вигляді. Оскільки навіть в найперших описах острівних лисиць відмічалося, що сірі лисиці не боялися людей, окремі дослідники стали припускати, що острівних лисиць були виведені в окремий вид індіанцями Чумаш як хатні тварини.
Однак, за даними ізотопних досліджень кісток острівних лисиць, гіпотеза про тісний зв'язок лисиць з індіанцями підтвердилася лише частково; в той час як у раціоні хатніх собак та індіанців Чумаш було знайдена значна кількість ізотопів, пов'язаних з вживанням морепродуктів, у кістках лисиць цього знайдено не було, тобто їх не підгодовували, як собак.

### Гіпотеза 3: інтродукція сірої лисиці на південні острови та швидка еволюція у новий вид
Подальші дослідження, що проводилися о 2010-х роках, як відповіли на ряд запитань, так і поставили нові. За геномом острівні лисиці, що мешкають у південній частині Каліфорнії, виявилися найближчими родичами сірих лисиць з північної частини Каліфорнії. Цей аналіз значно переніс час видоутворення, оновивши його до 10 тисяч років тому, що означало, що острівні лисиці могли утворити окремий вид вже після того, як люди перевезли їх на Канальні острови. Більш того, найдавнішими підвидами виявилися лисиці з південної частини островів.
В той же час, не всі дослідники визнають результати дослідження про час відокремлення острівної лисиці, оскільки вік у 10 тисяч років базується на класифікації єдиної лисиці с північної частини Каліфорнії, тому питання про вік острівної лисиці не є остаточно визначеним і потребує подальшого дослідження.

## Систематика
Цілісний вид острівної лисиці складають шість різних підвидів, по одному на кожному з шести островів, на яких вони мешкають. Лисиці з окремих островів усе ще здатні до міжпідвидового схрещування, але є ряд чітких фізичних і генетичних відмінностей, яких достатньо, щоб була визнана їх підвидова самостійність. Різні підвиди острівної лисиці мають різну середню кількість хвостових хребців та довжину хвоста; відмінності у формі черепа показують відмінності дієти. Окремі підвиди названі на честь островів, з яких вони походять.
Підвиди острівної лисиці:
- Urocyon littoralis littoralis — лисиця острова Сан Мігель
- Urocyon littoralis santarosae — лисиця острова Санта Роза
- Urocyon littoralis santacruzae — лисиця острова Санта Круз
- Urocyon littoralis dickeyi — лисиця острова Сан Ніколас
- Urocyon littoralis catalinae — лисиця острова Санта Каталіна
- Urocyon littoralis clementae — лисиця острова Сан Клементе

## Морфологія

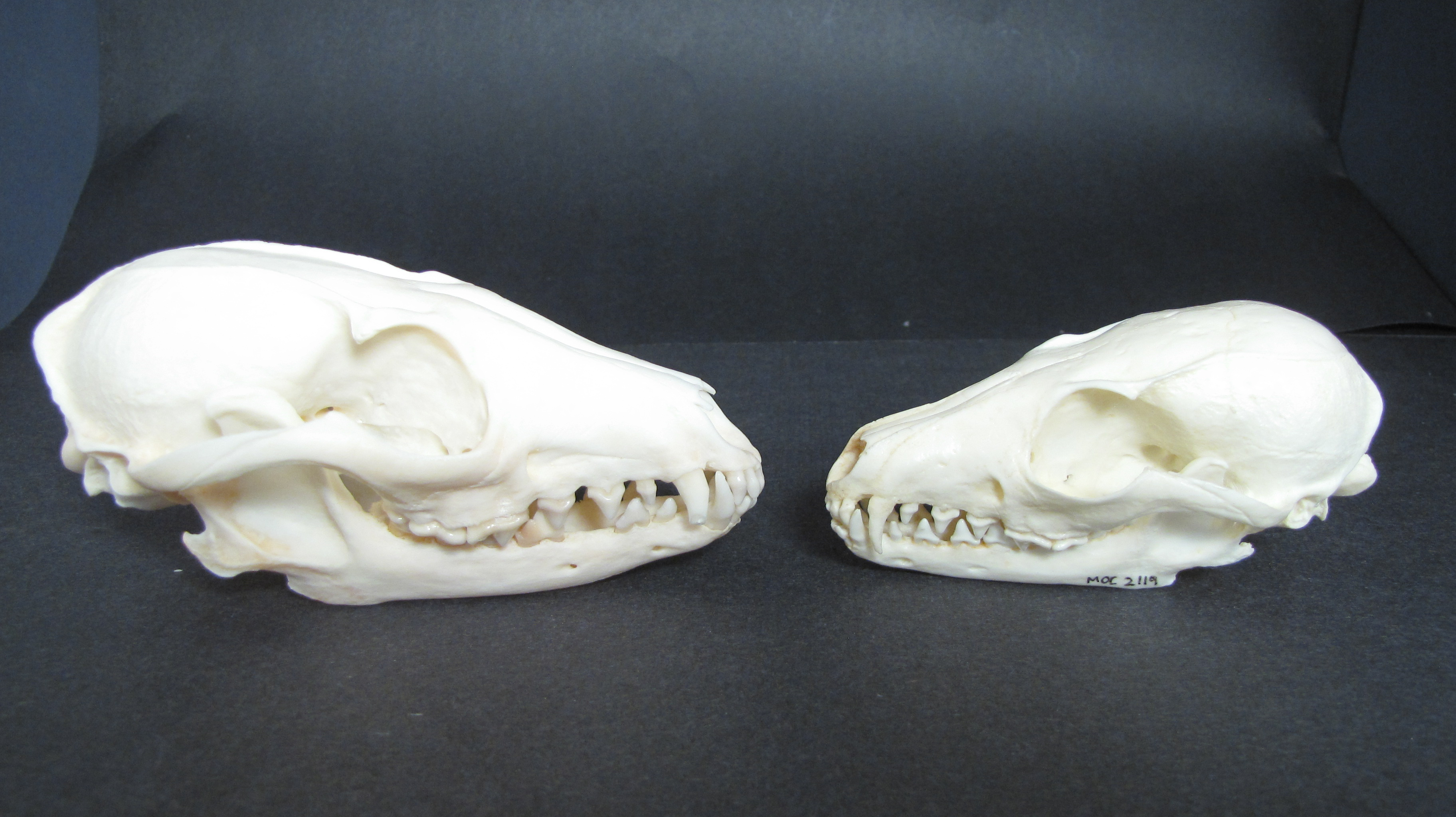
Череп лисиці острівної (справа) у порівнянні з черепом сірої лисиці (зліва)

Острівна лисиця являє собою зменшену копію сірої лисиці зі збереженням пропорцій, де всі лінійні розміри становлять 75—87 % в залежності від підвиду. Еволюція на островах призвела до зменшення розмірів сірої лисиці, що є одним із прикладів острівної карликовості. Тіло довжиною 48–50 см, висота плечей 16—20 см, хвіст 11—29 см, вага від 1,3 до 2,8 кг. Самець завжди більший за самицю. Через різницю в розмірі між підвидами острівної лисиці цей вид може сперечатися з лисицею фенек за звання найменшого псового, оскільки підвид з острова Санта-Круз (але не інші підвиди) в середньому менші за розміром. На відміну від континентальної сірої лисиці, острівні лисиці мають статевий диморфізм кісток таза, що пов'язано з адаптаціями до народження лисенят. Як і континентальна сіра лисиця, острівна сіра лисиця здатна лазити по деревах внаслідок ряду адаптацій у плечових кістках передніх кінцівок.
Лисиця острівна має одне з найменших генетичних різноманіть серед усіх представників тварини псових. Значні ділянки ДНК сірої лисиці складають повні копії. В той же час, припускається, що популяція острівних лисиць витримала значний генетичний відбір на можливість близькоспорідненого схрещення, оскільки значна кількість інформативних ділянок геному є гетерозиготною. Тим не менш, острівні лисиці потерпають від спадкового амілоїдозу, що може обмежувати тривалість їхнього життя навіть в зоопарках 3–4 роками.

## Поведінка

### Спосіб життя
Лисиця острівна займає всі доступні території на Канальних островах; однак щільність лисиць у різних середовищах неоднорідна. Пікова щільність острівної лисиці у найбільш продуктивних територіях сягає 40–50 осіб на квадратний кілометр, що є одним з найбільших значень для псових взагалі.
Острівні лисиці територіальні; частина територій лисиць перетинається, в першу чергу — в сімейних пар, можливо, в родичів. Острівні лисиці суттєво не змінюють структуру своїх територій у регіонах з високою щільністю.
Острівні лисиці набагато активніші вдень, ніж сірі лисиці, хоча вони переважно все одно полюють ввечері та вночі. Припускається, що поява золотого беркута на островах за короткий час призвела до зміщення активності лисиць в темну частину доби.

### Живлення
Раціон лисиці острівної значно змінюється в залежності від острова, і, як наслідок, від підвиду. Із шести підвидів острівної лисиці один живиться переважно мишами, три — комахами, та два — рослинами. Рослинну частину раціону складають всілякі плоди і ягоди (у тому числі мучниці дубильної, лободи, колючої груші та інші). Острівні лисиці полюють на ссавці, птахів, рептилій, сухопутних равликів, і всіляких комах. Лисиці розорюють кубла птахів, особливо тих, що живуть на землі: зникнення кількох видів птахів на Канальних островах пов'язують з появою лисиць. Де можливо, лисиці вживають їстівні залишки з людського сміття, або цуплять саму їжу, якщо можуть до неї дістатися.

### Загрози, вороги та захворювання
Беркут є основним ворогом у природі й головною причиною смертності цього виду. Завдяки ізольованому існуванню, острівні лисиці не мають ніякого природного імунітету до збудників та хвороб, принесених з материка й особливо чутливі до тих, які переносяться місцевими псами. Значна кількість лисиць гине і під колесами автомобілів на островах Санта Каталіна, Сан Клемент і Сан Ніколас. Загальна чисельність острівної лисиці впала з 6 000 особин в 1994 р., до менш ніж 1 500 у 2002; наразі чисельність лисиць відновилась до рівня історичного максимуму.

## Розмноження

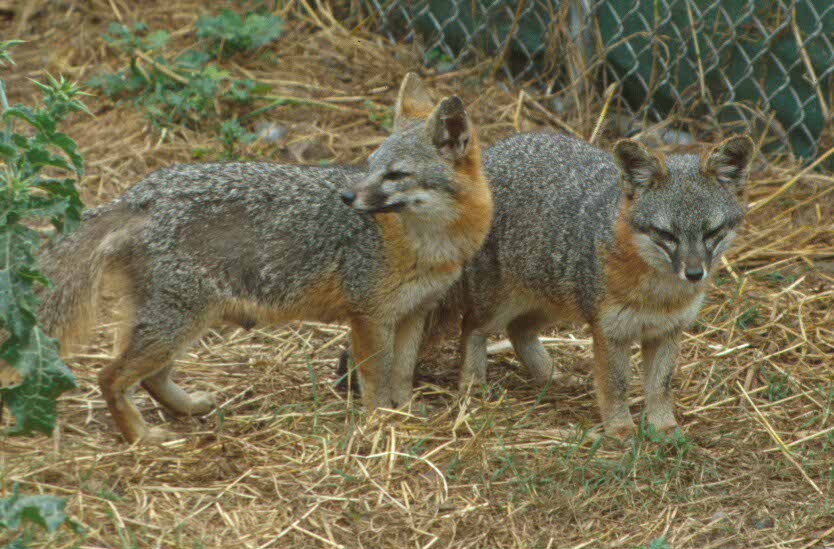

Острівні лисиці паруються один раз на рік, у січні-лютому. Припускається, що острівні лисиці можуть мати вимушений еструс, тобто еструс в самиці не починається за відсутності самця. Острівні лисиці є соціально моногамними тваринами, але приблизно 20 % лисенят народжуються «поза шлюбом», тобто не від того батька, що їх виховує; в одному приплоді можуть бути лисенята від різних батьків. За даними радіоспостережень, під час еструсу, що триває самиця активно шукає контактів з іншими самцями, в той час як самець не пускає чужинців на спільну ділянку.
Острівні лисиці народжують 1—2 лисенят за сезон. Кількість сімей з лисенятами змінюється в залежності від зовнішніх умов, що дає основу для припущення, що острівні лисиці можуть контролювати своє розмноження. Описані випадки, коли сірі лисиці навмисно лишали своїх лисенят; припускається, що це може відбуватися у випадку нестачі їжі.
Острівні лисиці активно доглядають не лише за лисенятами, але й одне за одним. Острівні лисиці лишали їжу для лисиць зі своєї родини, що потрапили до пастки, причому не лише для лисенят, але й для дорослих лисиць. Батьки активно вчать своїх дітей навичкам полювання; описаний випадок, коли мати вчила своїх лисенят відкривати застібку-«блискавку» у наметі, аби дістатися їжі.
Родини острівних лисиць починають розпадатися у жовтні-листопаді, коли лисенята досягають дорослої ваги й облишають батьківські ділянки. Приблизно в цей час дорослі острівні лисиці остаточно припиняють допомагати своїм нащадкам.

## Катастрофічне зниження та відновлення острівної лисиці у 1990—2000 роках
До 90-х років 20-го сторіччя стан популяції острівної лисиці не викликав занепокоєння в біологів. З шести підвидів п'ять мешкало на островах, де діяльність людини була значно обмежена; хоча регулярних вимірів стану популяції острівної лисиці не велося, близькість до університетів Каліфорнії та дружність лисиці до людини робили її предметом нерегулярних досліджень, які не давали приводу до занепокоєння.
Ситуація раптово змінилася у 1994 році, коли перепис популяції виявив її падіння за рік на 75 %. Більш того, продовження тривало без видимої причини.
Загадку виявилося розгадати у 1997 році, коли як причину смертності було ідентифіковано золотого беркута. До цього вважалося, що беркути не мешкають на островах; але зниження популяції білоголових орланів, що їдять рибу та не пускають беркутів до своєї території, призвело до того, що на островах оселилося кілька сімей беркутів, які почали винищувати лисиць.

## Виноски
1. ↑  Решетило О. Зоогеографія.— Львів: ЛНУ ім. І. Франка, 2013. (укр.)
2. ↑  Vellanoweth R.L. Earliest Island Fox Remains on the Southern Channel Islands: Evidence from San Nicolas Island, California Journal of California and Great Basin Anthropology Vol. 20, No. 1 (1998), P. 100—108 (англ.)
3. ↑  Rick, T. C., Erlandson, J. M., Vellanoweth, R. L., Braje, T. J., Collins, P. W., Guthrie, D. A., & Stafford, T. W. (2009). Origins and antiquity of the island fox (Urocyon littoralis) on California's Channel Islands. Quaternary Research, 71(2), 93–98.PDF [Архівовано 27 травня 2016 у Wayback Machine.](англ.)
4. 1 2  How Small Island Fox Is? Friends of the Island Fox [Архівовано 17 вересня 2015 у Wayback Machine.](англ.)
5. ↑  Moore C.M. and Collins P.W. Urocyon Littoralis. Mammalian Species, No. 489, З.1–7, June 1995 Full text [Архівовано 30 квітня 2015 у Wayback Machine.](англ.)
6. ↑  Schutz, H., Polly, P. D., Krieger, J. D., & Guralnick, R. P (2009). Differential sexual dimorphism: size and shape in the cranium and pelvis of grey foxes (Urocyon). Biological Journal of the Linnean Society, 96(2), 339—353. Full text [Архівовано 26 жовтня 2015 у Wayback Machine.] (англ.)
7. ↑  B.L. Cypher, A.Y. Madrid, C.L. Van Horn Job, E.C. Kelly, S.W.R. Harrison, T.L. Westall Multi-population comparison of resource exploitation by island foxes: Implications for conservation / Global Ecology and Conservation, Volume 2, December 2014, Pages 255—266 (англ.)
8. ↑  Navy Donates Endangered Fox to Santa Barbara Zoo [Архівовано 16 лютого 2017 у Wayback Machine.] (англ.)
9. 1 2   David K. Garcelon, Gary W. Roemer, R. Brand Philips and Timothy J. Coonan Food Provisioning by Island Foxes, Urocyon Littoralis, to Conspecifics Caught in Traps. The Southwestern Naturalist Vol. 44, No. 1 (Mar., 1999), P. 83–86 (англ.)
10. ↑  Архівована копія. Архів оригіналу за 24 вересня 2015. Процитовано 26 серпня 2015.{{cite web}}:  Обслуговування CS1: Сторінки з текстом «archived copy» як значення параметру title (посилання)